# Военное положение в России (с 2022)
Военное положение в России введено с 20 октября 2022 года в ходе вторжения на Украину (в частности, после успешного контрнаступления ВСУ на востоке Украины) и спустя месяц после объявления мобилизации. Президент России Владимир Путин издал два указа: «О введении военного положения на территориях ДНР, ЛНР, Запорожской и Херсонской областей» и «О мерах, осуществляемых в субъектах Российской Федерации в связи с Указом Президента Российской Федерации от 19 октября 2022 г. № 756».
В полном объёме военное положение введено на оккупированных Россией территориях Украины (Донецкая, Луганская, Херсонская, Запорожская области). В приграничных с Украиной регионах — Брянской, Курской, Белгородской, Воронежской, Ростовской областях, Краснодарском крае, а также в аннексированных Крыму и Севастополе был введён «средний уровень реагирования» (что является применением 6 из 19 пунктов военного положения), в остальных регионах Центрального и Южного федеральных округов — «уровень повышенной готовности» (4 из 19 пунктов), а в остальных субъектах РФ — «уровень базовой готовности» (2 из 19 пунктов).
Официальные лица после выхода указов заявили, что никаких мер, ограничивающих жизнь и свободу перемещения, не планируется.
Режим военного положения был введён впервые в новейшей истории России. Последний раз режим военного положения на территории современной России был введён в СССР в мае 1943 года во время Второй мировой войны.

## Предыстория

### Предшествующие законодательные новеллы
20 сентября Государственная дума России единогласно приняла поправки о включении в Уголовный кодекс понятий «военное положение» и «военное время», и введении нескольких статей, связанных с военными действиями. Закон также ввёл наказание (часть 2.1 статьи 332 УК) за неисполнение приказа в период «военного положения» или «военного времени».

## Объявление
19 октября 2022 года президент России Владимир Путин в начале заседания Совета Безопасности РФ, посвящённом миграционной политике, объявил о подписании указа о введении военного положения на аннексированных в начале октября 2022 года территориях Украины. Президент добавил, что «до вступления в состав России» на этих территориях уже действовал «режим военного положения», а указ был подписан, чтобы «оформить этот режим уже в рамках российского законодательства». Кроме того, в субъектах, граничащих с Украиной, был введён «режим среднего уровня реагирования», позволяющий проводить «мобилизационные мероприятия в сфере экономики» и «мероприятия по территориальной обороне»; в субъектах ЦФО и ЮФО был введён «режим повышенной готовности», позволяющий проводить «мероприятия по территориальной обороне», а также ввести особый режим для объектов энергетики и объектов, обеспечивающих работу транспорта и связи; в остальной части России — «режим базовой готовности». Помимо этого, Путин поручил председателю правительства подготовить проект указа о создании координационного совета при правительстве и представить предложения о мерах, применяемых на территориях, на которых введён режим военного положения, а также наделил глав всех субъектов России дополнительными полномочиями. Вечером того же дня, Совет Федерации единогласно утвердил указ Путина о введении военного положения на аннексированных территориях.

## Характер
Режим военного положения позволяет ввести ограничительные меры, такие как например: комендантский час, изъятие частной собственности, ограничение въезда/выезда и свободы передвижения, интернирование иностранцев, принудительное переселение местных жителей, запрет митингов и забастовок и другие.

### Нормативно-правовые акты
Конкретные решения по ограничениям будут принимать руководители регионов всей России — именно им даёт такие полномочия указ. По сравнению с приграничным режимом в списке для ЮФО и ЦФО нет пунктов ограничений передвижения и отселения людей. Главы регионов также наделены полномочиями организовать «территориальную оборону» — они же возглавят соответствующие штабы. Также организовывать тероборону будут командующие военных округов.

#### Анализ
Эксперты обратили внимание на возможность вольной трактовки пункта № 3 из основного указа, который гласит: «При необходимости в Российской Федерации в период действия военного положения могут применяться иные меры, предусмотренные Федеральным конституционным законом от 30 января 2002 года № 1-ФКЗ „О военном положении“». Юрист Павел Чиков отметил, что пункт позволяет вводить любые элементы военного положения по всей стране. Кроме того, статья 8 закона «О военном положении» даёт властям право ввести некоторые ограничения не только на территории, где введено военное положение, но и в других регионах страны.
По мнению политолога Татьяны Становой, «контроль за работой вычислительных центров и автоматизированных систем» на практике может трактоваться максимально широко и может означать, например, тотальный контроль над интернетом или право требовать доступ «ко всему электронному».
Многие из введённых мер прямо противоречат тексту закона «О военном положении». Указ президента прямо нарушает чёткий запрет на введение более жёстких мер, предусмотренных статьёй 7 в законе, на территориях, где не объявлено военное положение.

### Ход
После указов президента о введении военного положения и разных режимов реагирования региональные власти стали принимать нормативные акты на своём уровне. В регионах начали создавать оперативные штабы.
В марте 2023 года Владимир Путин подписал указ, который в условиях военного положения позволяет вводить внешнее управление на предприятиях оборонного заказа в случае нарушения поставок.
В апреле 2023 года стало известно, что в Белгородской области началось возведение блокпостов на въездах из Курской области.

## Реакция в России
Сразу после опубликования указов пресс-секретарь президента Дмитрий Песков пообещал, что закрытие границ не планируется. При этом секретарь Совбеза Николай Патрушев сказал, что российские власти ужесточат миграционный контроль и ответственность иностранцев за нарушение правил пребывания.
Мэр Москвы Сергей Собянин заявил, что вводить меры, ограничивающие жизнь и свободу перемещения, не планируется, с похожими заявлениями выступили в администрациях Курской и Воронежской областей.
13 июня 2023 года президент России Владимир Путин заявил, что нет смысла вводить военное положение по всей стране.

### Информационное пространство
По данным интернет-издания «Meduza» государственные СМИ получили методичку о том, как нужно рассказывать про военное положение. Документ начинается с ключевого указания — «Важно успокоить аудиторию — ничего существенного не поменялось!». Провластным СМИ предлагается рассказать, что военное положение введено «только на четырёх территориях», в которых оно либо уже было введено ранее до «присоединения к России», либо «действовало по фактическому положению вещей». Ограничения, которые вводятся в других субъектах РФ рекомендуется объяснять заботой о «защите критически важной инфраструктуры». Администрация президента «советует» пропаганде провести параллель между введением военного положения и борьбой с COVID-19 в России. Как и тогда, главы субъектов получили дополнительные полномочия, а на федеральном уровне координацией работы занимались премьер-министр Михаил Мишустин и мэр Москвы Сергей Собянин. Пропагандистам «рекомендуют» сделать акцент на том, что теперь чиновники займутся «мобилизацией промышленности, ориентированием экономики на работу под задачи армии и мерами поддержки мобилизованных и их семей». Отдельно отмечено, что это будет сопровождаться «сокращением бюрократии».

## Военное положение и выборы президента 2024 года
Ранее избирательные кампании в России в обстоятельствах военного положения проводить было запрещено. В соответствующем законе прописано, что при введении военного положения «на части» территории России выборы президента на таких территориях могут проводиться в соответствии со статьей 10.1 закона «Об основных гарантиях избирательных прав и права на участие в референдуме граждан». Поправки в эту статью были внесены в мае 2023 года, как и в закон «О военном положении». Согласно им, ЦИК должен согласовать проведение выборов в этих частях с Минобороны и ФСБ.

## Нормативные правовые акты и законопроекты
- Указ Президента Российской Федерации от 19.10.2022 № 756 «О введении военного положения на территориях Донецкой Народной Республики, Луганской Народной Республики, Запорожской и Херсонской областей»
- Указ Президента Российской Федерации от 19.10.2022 № 757 «О мерах, осуществляемых в субъектах Российской Федерации в связи с Указом Президента Российской Федерации от 19 октября 2022 г. № 756»
- Указ Президента Российской Федерации от 03.03.2023 № 139 «О некоторых вопросах осуществления деятельности хозяйственных обществ, участвующих в выполнении государственного оборонного заказа»